# Ali Mabkhout
Ali Ahmed Mabkhout Mohsin Omran Al-Hajeri (in arabo على أحمد مبخوت محسن عمران الحجري‎?; Abu Dhabi, 5 ottobre 1990) è un calciatore emiratino, attaccante dell'Al-Nasr Dubai e della nazionale emiratina.

## Carriera

### Club
Cresciuto nelle giovanili dell'Al-Jazira, esordisce in prima squadra il 17 aprile 2009, nella match casalingo contro l'Al-Sharjah, segnando il suo primo gol con la maglia dell'Al-Jazira il 26 aprile 2009, nel match casalingo contro l'Al Dhafra valido per la UAE Pro-League 2008-2009. Nel maggio 2009, il giovane Mabkhout mise a segno anche il suo primo goal in campo internazionale, realizzando la marcatura del momentaneo vantaggio per l'Al-Jazira, nella partita finita 2-2 contro l'Esteghlal.
Nelle stagioni successive il giovane attaccate ha cominciato a guadagnare sempre più spazio soprattutto dal 2012, anche se inizialmente non per il numero elevato di goal realizzati ma per il numero di assist forniti al brasiliano Ricardo Oliveira, suo partner nell'attacco dell'Al-Jazira tra il 2009 e il 2014; proprio il brasiliano secondo tutte le fonti emiratine è stato decisivo per il suo sviluppo di Mabkhout in un attaccante letale davanti alla porta, tanto da profetizzare il suo ruolo di icona degli Emirati Arabi Uniti negli anni seguenti. Partito Oliveira nell'estate 2013, Mabkhout si è preso l'attacco dell'Al-Jazira da punta principale, dando ragione all'ex compagno brasiliano negli anni successivi; dopo essere andato in doppia cifra per la prima volta nella stagione 2012-2013 con 11 realizzazioni, l'attaccante emiratino conclude per ben nove stagioni consecutive, da quella 2014-15 a quella 2022-23, con almeno 10 reti nella UAE Arabian Gulf League ed in cinque di queste nove campagne realizzò almeno 20 goal. Nella stagione 2016-2017 Mabkhout terminò il campionato con ben 33 realizzazioni in 25 partite giocate, svolgendo un ruolo cruciale nella vittoria del secondo titolo nazionale nella storia dell' Al-Jazira, vincendo per la prima volta il titolo di capocannoniere del campionato e stabilendo il record assoluto di goal in una singola stagione nel campionato emiratino. L'attaccante emiratino nella stagione 2020-2021, ormai trentenne, trascinò nuovamente la squadra di Abu Dhabi alla vittoria del titolo emiratino, il terzo personale ed anche del club, conquistando per la seconda volta anche la classifica cannonieri grazie ai 25 goal realizzati.
Il 15 febbraio 2022, con il rigore realizzato nella vittoria per 3-0 sull'Al Dhafra, segna il suo 176º gol in campionato con la maglia dell'Al-Jazira, diventando il miglior marcatore di sempre del massimo campionato degli Emirati Arabi Uniti..
Durante la sua carriera ha giocato nell'Al-Jazira per venti anni tra giovanili e prima squadra, compagine con cui ha conquistato otto trofei dal 2008 al 2024: tre UAE Arabian Gulf League (2010-11, 2016-17, 2020-21), tre Coppa del Presidente (2010-11, 2011-12, 2015-16), una UAE League Cup (2009-10) ed una UAE Super Cup nel 2021. Inoltre per ben quattro volte l'attaccante si è aggiudicato il titolo di Giocatore emiratino dell'anno nelle stagioni:2014-2015, 2016-2017, 2020-2021 e 2022-2023
Al termine della stagione 2023-2024 dopo venti anni passati con la casacca dell'Al-Jazira, decide di non rinnovare il suo contratto con il club di Abu Dhabi, firmando nel luglio del 2024, un contratto di due anni, con la squadra di Dubai dell'Al-Nasr Sports Club.

### Nazionale

#### Giovanili
Dal 2008 al 2009 ha giocato con la nazionale emiratina under-20, collezionando 10 presenze, e con la quale prende parte al Campionato mondiale di calcio Under-20 2009 in cui scende in campo in tutte le quattro partite giocate dalla sua nazionale. Nell'estate 2012 ha partecipato all'Olimpiade di Londra con la Nazionale olimpica emiratina, scendendo però solo in una occasione in campo. 

#### Nazionale maggiore
Ha esordito in nazionale maggiore il 15 novembre 2009, in Emirati Arabi Uniti-Repubblica Ceca, sostituendo Ahmed Khalil al 68º minuto di gioco. Nel novembre 2012 segna il suo primo goal con la nazionale maggiore, realizzando il definitivo 2-1 nella vittoria nell'amichevole contro l'Estonia
Nel gennaio 2013 rientra per la prima volta nei ventitré giocatori selezionati per la Coppa delle nazioni del Golfo 2013, dove gioca quattro partite e realizza due goal, aiutando la nazionale emiratina a conquistare la vittoria finale. Nell'edizione successiva, quella del 2014 Mabkhout venne nominato capocannoniere della competizione grazie ai 5 goal realizzati, titolo che riconquisterà anche nell'edizione 2019 sempre con 5 realizzazioni. 

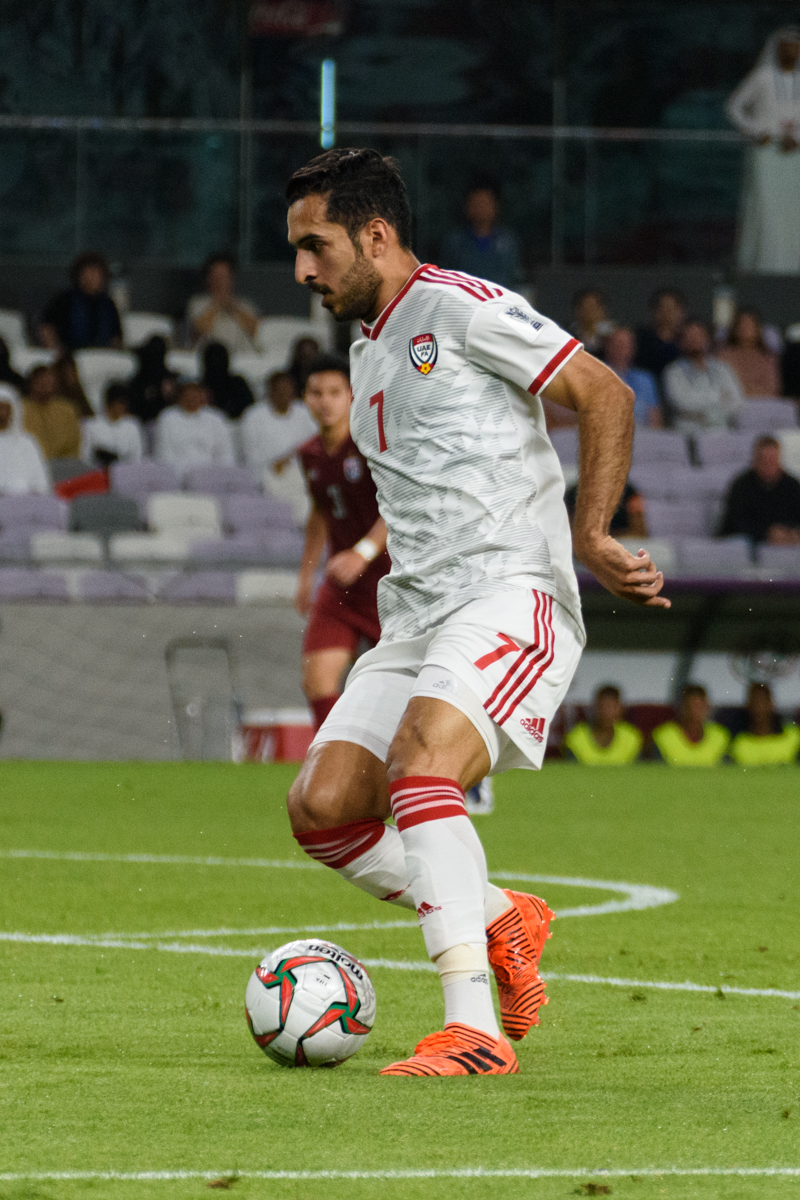
Ali Mabkhout con la nazionale emiratina durante la Coppa d'Asia 2019

Mabkhout nel 2015 ha preso parte alla sua prima edizione della Coppa d'Asia. L'attaccante si dimostrò un autentico trascinatore per la nazionale emiratina: nella fase a gironi prima realizzò una doppietta nella partita d'esordio vinta per 4-1 contro il Qatar, per poi stabilire il record per il goal più veloce nella storia della Coppa d'Asia grazie alla marcatura arrivata dopo appena 14 secondi dall'inizio, nella partita alla fine vinta per 2-1 sul Bahrain. Nei quarti di finale, Mabkhout realizzò il goal del momentaneo vantaggio sul Giappone prima del goal del pareggio che portò la sfida ai calci di rigore, dove l'attaccante si presentò come secondo tiratore e realizzò il suo penalty contribuendo alla vittoria finale per 5-4 contro i campioni in carica. L'attaccante realizzerà poi il rigore del definitivo 3-2 degli Emirati Arabi Uniti contro l'Iraq conquistando così il terzo posto finale nella Coppa d'Asia. Mabkhout al termine del torneo conquistò il titolo di capocannoniere della competizione grazie ai 5 goal realizzati e venne inoltre incluso nella Squadra ideale della Coppa d'Asia.
Nel gennaio 2019 l'attaccante prese parte per la seconda volta alla Coppa d'Asia con la nazionale emiratina nell'edizione ospitata dagli stessi Emirati Arabi Uniti; Mabkhout si dimostrò ancora una volta determinante per la propria nazionale: realizzò due goal nella fase a gironi della competizione aiutando la squadra a concludere al primo posto il proprio raggruppamento, segnando poi negli ottavi di finale vinti per 3-2 contro il Kirghizistan e realizzando il goal decisivo nella vittoria ai quarti di finale per 1-0 contro i campioni in carica dell'Australia, permettendo così alla sua nazione di qualificarsi per la seconda edizione di seguito alla semifinali. Mabkhout terminerà il torneo con 4 goal realizzati, al secondo posto nella classifica cannonieri, ma venne inserito per la seconda edizione consecutiva nella Squadra ideale della Coppa d'Asia
Il 10 ottobre 2019 con la tripletta messa a segno nella vittoria per 5-0 contro l'Indonesia, è diventato il miglior marcatore nella storia della nazionale emiratina.
Nel dicembre 2023 Mabkhout è stato inserito nella lista dei convocati per la Coppa d'Asia 2023, ma sorprendentemente non è sceso in campo per nemmeno un minuto nelle quattro partite giocate dalla nazionale emiratina, per scelta tecnica dell'allenatore Paolo Bento.

## Statistiche

### Presenze e reti nei club
Statistiche aggiornate al 23 aprile 2025.
| Stagione         | Squadra          | Campionato       | Campionato | Campionato | Coppe nazionali | Coppe nazionali | Coppe nazionali | Coppe continentali | Coppe continentali | Coppe continentali | Altre coppe | Altre coppe | Altre coppe | Totale | Totale |
| Stagione         | Squadra          | Comp             | Pres       | Reti       | Comp            | Pres            | Reti            | Comp               | Pres               | Reti               | Comp        | Pres        | Reti        | Pres   | Reti   |
| ---------------- | ---------------- | ---------------- | ---------- | ---------- | --------------- | --------------- | --------------- | ------------------ | ------------------ | ------------------ | ----------- | ----------- | ----------- | ------ | ------ |
| 2008-2009        | Al-Jazira        | PL               | 4          | 2          | CEAU+CdL        | 0+0             | 0+0             | ACL                | 3                  | 1                  | -           | -           | -           | 7      | 2      |
| 2009-2010        | Al-Jazira        | PL               | 16         | 3          | CEAU+CdL        | 2+6             | 1+2             | ACL                | 6                  | 0                  | -           | -           | -           | 30     | 6      |
| 2010-2011        | Al-Jazira        | PL               | 8          | 2          | CEAU+CdL        | 0+6             | 0+4             | ACL                | 5                  | 1                  | -           | -           | -           | 19     | 7      |
| 2011-2012        | Al-Jazira        | PL               | 12         | 3          | CEAU+CdL        | 2+3             | 2+0             | ACL                | 2                  | 0                  | SEAU        | 0           | 0           | 17     | 5      |
| 2012-2013        | Al-Jazira        | PL               | 24         | 11         | CEAU+CdL        | 1+2             | 0+1             | ACL                | 5                  | 1                  | SEAU        | 0           | 0           | 32     | 13     |
| 2013-2014        | Al-Jazira        | PL               | 19         | 7          | CEAU+CdL        | 0+2             | 0+1             | ACL                | 8                  | 3                  | -           | -           | -           | 29     | 11     |
| 2014-2015        | Al-Jazira        | PL               | 24         | 16         | CEAU+CdL        | 1+0             | 0+0             | ACL                | 1                  | 1                  | -           | -           | -           | 26     | 17     |
| 2015-2016        | Al-Jazira        | PL               | 23         | 23         | CEAU+CdL        | 4+0             | 5+0             | ACL                | 5                  | 2                  | -           | -           | -           | 32     | 30     |
| 2016-2017        | Al-Jazira        | PL               | 25         | 33         | CEAU+CdL        | 2+1             | 1+0             | ACL                | 4                  | 1                  | SEAU        | 1           | 0           | 33     | 35     |
| 2017-2018        | Al-Jazira        | PL               | 16         | 13         | CEAU+CdL        | 2+2             | 1+1             | ACL                | 7                  | 5                  | Cmc+SEAU    | 4+1         | 1+0         | 31     | 21     |
| 2018-2019        | Al-Jazira        | PL               | 19         | 20         | CEAU+CdL        | 1+0             | 0+0             | -                  | -                  | -                  | -           | -           | -           | 20     | 20     |
| 2019-2020        | Al-Jazira        | PL               | 19         | 13         | CEAU+CdL        | 2+4             | 1+0             | -                  | -                  | -                  | -           | -           | -           | 25     | 14     |
| 2020-2021        | Al-Jazira        | PL               | 26         | 25         | CEAU+CdL        | 1+0             | 0+0             | -                  | -                  | -                  | -           | -           | -           | 27     | 25     |
| 2021-2022        | Al-Jazira        | PL               | 20         | 10         | CEAU+CdL        | 0+1             | 0+0             | ACL                | 5                  | 1                  | Cmc+SEAU    | 2+1         | 0+0         | 29     | 11     |
| 2022-2023        | Al-Jazira        | PL               | 25         | 27         | CEAU+CdL        | 2+5             | 1+2             | -                  | -                  | -                  | -           | -           | -           | 32     | 30     |
| 2023-2024        | Al-Jazira        | PL               | 20         | 10         | CEAU+CdL        | 1+4             | 0+1             | -                  | -                  | -                  | -           | -           | -           | 25     | 11     |
| Totale Al-Jazira | Totale Al-Jazira | Totale Al-Jazira | 300        | 218        |                 | 57              | 24              |                    | 51                 | 16                 |             | 9           | 1           | 417    | 259    |
| 2024-2025        | Al-Nasr          | PL               | 20         | 10         | CEAU+CdL        | 1+4             | 0+2             | -                  | -                  | -                  | GCC+QESC    | 6+1         | 4+2         | 32     | 18     |
| Totale carriera  | Totale carriera  | Totale carriera  | 320        | 228        |                 | 62              | 26              |                    | 51                 | 16                 |             | 16          | 7           | 435    | 277    |

### Cronologia presenze e reti in Nazionale
| Cronologia completa delle presenze e delle reti in nazionale ― Emirati Arabi Uniti | Cronologia completa delle presenze e delle reti in nazionale ― Emirati Arabi Uniti | Cronologia completa delle presenze e delle reti in nazionale ― Emirati Arabi Uniti | Cronologia completa delle presenze e delle reti in nazionale ― Emirati Arabi Uniti | Cronologia completa delle presenze e delle reti in nazionale ― Emirati Arabi Uniti | Cronologia completa delle presenze e delle reti in nazionale ― Emirati Arabi Uniti | Cronologia completa delle presenze e delle reti in nazionale ― Emirati Arabi Uniti | Cronologia completa delle presenze e delle reti in nazionale ― Emirati Arabi Uniti |
| Data                                                                               | Città                                                                              | In casa                                                                            | Risultato                                                                          | Ospiti                                                                             | Competizione                                                                       | Reti                                                                               | Note                                                                               |
| ---------------------------------------------------------------------------------- | ---------------------------------------------------------------------------------- | ---------------------------------------------------------------------------------- | ---------------------------------------------------------------------------------- | ---------------------------------------------------------------------------------- | ---------------------------------------------------------------------------------- | ---------------------------------------------------------------------------------- | ---------------------------------------------------------------------------------- |
| 15-11-2009                                                                         | al-ʿAyn                                                                            | Emirati Arabi Uniti                                                                | 0 – 0                                                                              | Rep. Ceca                                                                          | Amichevole                                                                         | -                                                                                  |                                                                                    |
| 23-11-2010                                                                         | Aden                                                                               | Iraq                                                                               | 0 – 0                                                                              | Emirati Arabi Uniti                                                                | Gulf Cup 2010 - 1º turno                                                           | -                                                                                  |                                                                                    |
| 6-9-2012                                                                           | Niigata                                                                            | Giappone                                                                           | 1 – 0                                                                              | Emirati Arabi Uniti                                                                | Amichevole                                                                         | -                                                                                  |                                                                                    |
| 11-9-2012                                                                          | Dubai                                                                              | Emirati Arabi Uniti                                                                | 3 – 0                                                                              | Kuwait                                                                             | Amichevole                                                                         | -                                                                                  |                                                                                    |
| 13-10-2012                                                                         | al-ʿAyn                                                                            | Emirati Arabi Uniti                                                                | 2 – 2                                                                              | Uzbekistan                                                                         | Amichevole                                                                         | 1                                                                                  |                                                                                    |
| 17-10-2012                                                                         | Dubai                                                                              | Emirati Arabi Uniti                                                                | 6 – 2                                                                              | Bahrein                                                                            | Amichevole                                                                         | 3                                                                                  |                                                                                    |
| 14-11-2012                                                                         | Abu Dhabi                                                                          | Emirati Arabi Uniti                                                                | 2 – 1                                                                              | Estonia                                                                            | Amichevole                                                                         | 1                                                                                  |                                                                                    |
| 25-12-2012                                                                         | Doha                                                                               | Emirati Arabi Uniti                                                                | 2 – 0                                                                              | Yemen                                                                              | Amichevole                                                                         | -                                                                                  |                                                                                    |
| 5-1-2013                                                                           | Madinat 'Isa                                                                       | Qatar                                                                              | 1 – 3                                                                              | Emirati Arabi Uniti                                                                | Gulf Cup 2013 - 1º turno                                                           | 1                                                                                  |                                                                                    |
| 8-1-2013                                                                           | Riffa                                                                              | Bahrein                                                                            | 1 – 2                                                                              | Emirati Arabi Uniti                                                                | Gulf Cup 2013 - 1º turno                                                           | 1                                                                                  |                                                                                    |
| 15-1-2013                                                                          | Riffa                                                                              | Emirati Arabi Uniti                                                                | 1 – 0                                                                              | Kuwait                                                                             | Gulf Cup 2013 - Semifinale                                                         | -                                                                                  |                                                                                    |
| 18-1-2013                                                                          | Riffa                                                                              | Emirati Arabi Uniti                                                                | 2 – 1                                                                              | Iraq                                                                               | Gulf Cup 2013 - Finale                                                             | -                                                                                  |                                                                                    |
| 6-2-2013                                                                           | Hanoi                                                                              | Vietnam                                                                            | 1 – 2                                                                              | Emirati Arabi Uniti                                                                | Qual. Mondiali 2014                                                                | -                                                                                  |                                                                                    |
| 24-3-2013                                                                          | Abu Dhabi                                                                          | Emirati Arabi Uniti                                                                | 2 – 1                                                                              | Hong Kong                                                                          | Qual. Mondiali 2014                                                                | 1                                                                                  |                                                                                    |
| 5-9-2013                                                                           | Dubai                                                                              | Emirati Arabi Uniti                                                                | 3 – 3                                                                              | Trinidad e Tobago                                                                  | Amichevole                                                                         | 1                                                                                  |                                                                                    |
| 8-9-2013                                                                           | Riyad                                                                              | Nuova Zelanda                                                                      | 0 – 2                                                                              | Emirati Arabi Uniti                                                                | Amichevole                                                                         | 1                                                                                  |                                                                                    |
| 15-10-2013                                                                         | Hong Kong                                                                          | Hong Kong                                                                          | 0 – 4                                                                              | Emirati Arabi Uniti                                                                | Qual. Mondiali 2014                                                                | 3                                                                                  |                                                                                    |
| 8-11-2013                                                                          | Abu Dhabi                                                                          | Emirati Arabi Uniti                                                                | 4 – 0                                                                              | Filippine                                                                          | Qual. Mondiali 2014                                                                | 1                                                                                  |                                                                                    |
| 19-11-2013                                                                         | Abu Dhabi                                                                          | Emirati Arabi Uniti                                                                | 5 – 0                                                                              | Vietnam                                                                            | Qual. Mondiali 2014                                                                | 2                                                                                  |                                                                                    |
| 5-3-2014                                                                           | Tashkent                                                                           | Uzbekistan                                                                         | 1 – 1                                                                              | Emirati Arabi Uniti                                                                | Amichevole                                                                         | -                                                                                  |                                                                                    |
| 27-5-2014                                                                          | Ginevra                                                                            | Emirati Arabi Uniti                                                                | 3 – 4                                                                              | Armenia                                                                            | Amichevole                                                                         | -                                                                                  |                                                                                    |
| 4-6-2014                                                                           | Meyrin                                                                             | Emirati Arabi Uniti                                                                | 1 – 0                                                                              | Georgia                                                                            | Amichevole                                                                         | -                                                                                  |                                                                                    |
| 27-8-2014                                                                          | Stavanger                                                                          | Norvegia                                                                           | 0 – 0                                                                              | Emirati Arabi Uniti                                                                | Amichevole                                                                         | -                                                                                  |                                                                                    |
| 3-9-2014                                                                           | Linz                                                                               | Lituania                                                                           | 1 – 1                                                                              | Emirati Arabi Uniti                                                                | Amichevole                                                                         | -                                                                                  |                                                                                    |
| 7-9-2014                                                                           | Villach                                                                            | Paraguay                                                                           | 0 – 0                                                                              | Emirati Arabi Uniti                                                                | Amichevole                                                                         | -                                                                                  |                                                                                    |
| 11-10-2014                                                                         | Abu Dhabi                                                                          | Emirati Arabi Uniti                                                                | 0 – 0                                                                              | Australia                                                                          | Amichevole                                                                         | -                                                                                  |                                                                                    |
| 15-10-2014                                                                         | Abu Dhabi                                                                          | Emirati Arabi Uniti                                                                | 0 – 4                                                                              | Uzbekistan                                                                         | Amichevole                                                                         | -                                                                                  |                                                                                    |
| 6-11-2014                                                                          | Dubai                                                                              | Emirati Arabi Uniti                                                                | 3 – 2                                                                              | Libano                                                                             | Amichevole                                                                         | -                                                                                  |                                                                                    |
| 14-11-2014                                                                         | Riyad                                                                              | Emirati Arabi Uniti                                                                | 0 – 0                                                                              | Oman                                                                               | Gulf Cup 2014 - 1º turno                                                           | -                                                                                  |                                                                                    |
| 17-11-2014                                                                         | Riyad                                                                              | Emirati Arabi Uniti                                                                | 2 – 2                                                                              | Kuwait                                                                             | Gulf Cup 2014 - 1º turno                                                           | 2                                                                                  |                                                                                    |
| 20-11-2014                                                                         | Riyad                                                                              | Emirati Arabi Uniti                                                                | 2 – 0                                                                              | Iraq                                                                               | Gulf Cup 2014 - 1º turno                                                           | 2                                                                                  |                                                                                    |
| 23-11-2014                                                                         | Riyad                                                                              | Arabia Saudita                                                                     | 3 – 2                                                                              | Emirati Arabi Uniti                                                                | Gulf Cup 2014 - Semifinale                                                         | -                                                                                  |                                                                                    |
| 25-11-2014                                                                         | Riyad                                                                              | Emirati Arabi Uniti                                                                | 1 – 0                                                                              | Oman                                                                               | Gulf Cup 2014 – Finale 3º posto                                                    | 1                                                                                  |                                                                                    |
| 30-12-2014                                                                         | Gold Coast                                                                         | Emirati Arabi Uniti                                                                | 1 – 0                                                                              | Giordania                                                                          | Amichevole                                                                         | -                                                                                  |                                                                                    |
| 11-1-2015                                                                          | Canberra                                                                           | Emirati Arabi Uniti                                                                | 4 – 1                                                                              | Qatar                                                                              | Coppa d'Asia 2015 - 1º turno                                                       | 2                                                                                  |                                                                                    |
| 15-1-2015                                                                          | Melbourne                                                                          | Bahrein                                                                            | 1 – 2                                                                              | Emirati Arabi Uniti                                                                | Coppa d'Asia 2015 - 1º turno                                                       | 1                                                                                  |                                                                                    |
| 19-1-2015                                                                          | Brisbane                                                                           | Iran                                                                               | 1 – 0                                                                              | Emirati Arabi Uniti                                                                | Coppa d'Asia 2015 - 1º turno                                                       | -                                                                                  |                                                                                    |
| 23-1-2015                                                                          | Sydney                                                                             | Giappone                                                                           | 1 – 1 (4 - 5 dtr)                                                                  | Emirati Arabi Uniti                                                                | Coppa d'Asia 2015 - Quarti di finale                                               | 1                                                                                  |                                                                                    |
| 27-1-2015                                                                          | Canberra                                                                           | Australia                                                                          | 2 – 0                                                                              | Emirati Arabi Uniti                                                                | Coppa d'Asia 2015 - Semifinale                                                     | -                                                                                  |                                                                                    |
| 30-1-2015                                                                          | Newcastle                                                                          | Iraq                                                                               | 2 – 3                                                                              | Emirati Arabi Uniti                                                                | Coppa d'Asia 2015 - Finale 3º posto                                                | 1                                                                                  |                                                                                    |
| 17-6-2015                                                                          | Shah Alam                                                                          | Emirati Arabi Uniti                                                                | 1 – 0                                                                              | Timor Est                                                                          | Qual. Mondiali 2018                                                                | -                                                                                  |                                                                                    |
| 28-8-2015                                                                          | Abu Dhabi                                                                          | Emirati Arabi Uniti                                                                | 1 – 0                                                                              | Thailandia                                                                         | Amichevole                                                                         | -                                                                                  |                                                                                    |
| 3-9-2015                                                                           | Abu Dhabi                                                                          | Emirati Arabi Uniti                                                                | 10 – 0                                                                             | Malaysia                                                                           | Qual. Mondiali 2018                                                                | 3                                                                                  |                                                                                    |
| 8-9-2015                                                                           | Al-Ram                                                                             | Mandato di Palestina                                                               | 0 – 0                                                                              | Emirati Arabi Uniti                                                                | Qual. Mondiali 2018                                                                | -                                                                                  |                                                                                    |
| 6-10-2015                                                                          | Gedda                                                                              | Arabia Saudita                                                                     | 2 – 1                                                                              | Emirati Arabi Uniti                                                                | Qual. Mondiali 2018                                                                | -                                                                                  |                                                                                    |
| 8-11-2015                                                                          | Abu Dhabi                                                                          | Emirati Arabi Uniti                                                                | 5 – 1                                                                              | Turkmenistan                                                                       | Amichevole                                                                         | 3                                                                                  |                                                                                    |
| 12-11-2015                                                                         | Dubai                                                                              | Emirati Arabi Uniti                                                                | 8 – 0                                                                              | Timor Est                                                                          | Qual. Mondiali 2018                                                                | 2                                                                                  |                                                                                    |
| 17-11-2015                                                                         | Shah Alam                                                                          | Malaysia                                                                           | 1 – 2                                                                              | Emirati Arabi Uniti                                                                | Qual. Mondiali 2018                                                                | -                                                                                  |                                                                                    |
| 15-1-2016                                                                          | al-ʿAyn                                                                            | Emirati Arabi Uniti                                                                | 2 – 1                                                                              | Islanda                                                                            | Amichevole                                                                         | 1                                                                                  |                                                                                    |
| 29-3-2016                                                                          | Abu Dhabi                                                                          | Emirati Arabi Uniti                                                                | 1 – 1                                                                              | Arabia Saudita                                                                     | Qual. Mondiali 2018                                                                | -                                                                                  |                                                                                    |
| 24-8-2016                                                                          | Shanghai                                                                           | Corea del Nord                                                                     | 2 – 0                                                                              | Emirati Arabi Uniti                                                                | Amichevole                                                                         | -                                                                                  |                                                                                    |
| 1-9-2016                                                                           | Yokohama                                                                           | Giappone                                                                           | 1 – 2                                                                              | Emirati Arabi Uniti                                                                | Qual. Mondiali 2018                                                                | -                                                                                  |                                                                                    |
| 5-9-2016                                                                           | Abu Dhabi                                                                          | Emirati Arabi Uniti                                                                | 0 – 1                                                                              | Australia                                                                          | Qual. Mondiali 2018                                                                | -                                                                                  |                                                                                    |
| 6-10-2016                                                                          | Abu Dhabi                                                                          | Emirati Arabi Uniti                                                                | 3 – 1                                                                              | Thailandia                                                                         | Qual. Mondiali 2018                                                                | 2                                                                                  |                                                                                    |
| 11-10-2016                                                                         | Gedda                                                                              | Arabia Saudita                                                                     | 3 – 0                                                                              | Emirati Arabi Uniti                                                                | Qual. Mondiali 2018                                                                | -                                                                                  |                                                                                    |
| 15-11-2016                                                                         | Abu Dhabi                                                                          | Emirati Arabi Uniti                                                                | 2 – 0                                                                              | Iraq                                                                               | Qual. Mondiali 2018                                                                | -                                                                                  |                                                                                    |
| 24-3-2017                                                                          | al-ʿAyn                                                                            | Emirati Arabi Uniti                                                                | 0 – 2                                                                              | Giappone                                                                           | Qual. Mondiali 2018                                                                | -                                                                                  |                                                                                    |
| 28-3-2017                                                                          | Sydney                                                                             | Australia                                                                          | 2 – 0                                                                              | Emirati Arabi Uniti                                                                | Qual. Mondiali 2018                                                                | -                                                                                  |                                                                                    |
| 4-6-2017                                                                           | Dubai                                                                              | Emirati Arabi Uniti                                                                | 4 – 0                                                                              | Laos                                                                               | Amichevole                                                                         | 2                                                                                  |                                                                                    |
| 13-6-2017                                                                          | Bangkok                                                                            | Thailandia                                                                         | 1 – 1                                                                              | Emirati Arabi Uniti                                                                | Qual. Mondiali 2018                                                                | 1                                                                                  |                                                                                    |
| 29-8-2017                                                                          | al-ʿAyn                                                                            | Emirati Arabi Uniti                                                                | 2 – 1                                                                              | Arabia Saudita                                                                     | Qual. Mondiali 2018                                                                | 1                                                                                  |                                                                                    |
| 14-11-2017                                                                         | Dubai                                                                              | Emirati Arabi Uniti                                                                | 1 – 0                                                                              | Uzbekistan                                                                         | Amichevole                                                                         | 1                                                                                  |                                                                                    |
| 23-12-2017                                                                         | Kuwait City                                                                        | Emirati Arabi Uniti                                                                | 1 – 0                                                                              | Oman                                                                               | Gulf Cup 2017-2018 - 1º turno                                                      | 1                                                                                  |                                                                                    |
| 25-12-2017                                                                         | Kuwait City                                                                        | Emirati Arabi Uniti                                                                | 0 – 0                                                                              | Arabia Saudita                                                                     | Gulf Cup 2017-2018 - 1º turno                                                      | -                                                                                  |                                                                                    |
| 28-12-2017                                                                         | Kuwait City                                                                        | Kuwait                                                                             | 0 – 0                                                                              | Emirati Arabi Uniti                                                                | Gulf Cup 2017-2018 - 1º turno                                                      | -                                                                                  |                                                                                    |
| 2-1-2018                                                                           | Kuwait City                                                                        | Iraq                                                                               | 0 – 0                                                                              | Emirati Arabi Uniti                                                                | Gulf Cup 2017-2018 - Semifinale                                                    | -                                                                                  |                                                                                    |
| 5-1-2018                                                                           | Kuwait City                                                                        | Oman                                                                               | 0 – 0                                                                              | Emirati Arabi Uniti                                                                | Gulf Cup 2017-2018 - Finale                                                        | -                                                                                  |                                                                                    |
| 6-9-2018                                                                           | Badajoz                                                                            | Trinidad e Tobago                                                                  | 2 – 0                                                                              | Emirati Arabi Uniti                                                                | Amichevole                                                                         | -                                                                                  |                                                                                    |
| 11-9-2018                                                                          | Valladolid                                                                         | Emirati Arabi Uniti                                                                | 3 – 0                                                                              | Laos                                                                               | Amichevole                                                                         | 2                                                                                  |                                                                                    |
| 16-11-2018                                                                         | Dubai                                                                              | Emirati Arabi Uniti                                                                | 0 – 0                                                                              | Bolivia                                                                            | Amichevole                                                                         | -                                                                                  |                                                                                    |
| 20-11-2018                                                                         | Dubai                                                                              | Emirati Arabi Uniti                                                                | 2 – 0                                                                              | Yemen                                                                              | Amichevole                                                                         | -                                                                                  |                                                                                    |
| 5-1-2019                                                                           | Abu Dhabi                                                                          | Emirati Arabi Uniti                                                                | 1 – 1                                                                              | Bahrein                                                                            | Coppa d'Asia 2019 - 1º turno                                                       | -                                                                                  |                                                                                    |
| 10-1-2019                                                                          | Abu Dhabi                                                                          | India                                                                              | 0 – 2                                                                              | Emirati Arabi Uniti                                                                | Coppa d'Asia 2019 - 1º turno                                                       | 1                                                                                  |                                                                                    |
| 14-1-2019                                                                          | al-ʿAyn                                                                            | Emirati Arabi Uniti                                                                | 1 – 1                                                                              | Thailandia                                                                         | Coppa d'Asia 2019 - 1º turno                                                       | 1                                                                                  |                                                                                    |
| 21-1-2019                                                                          | Abu Dhabi                                                                          | Emirati Arabi Uniti                                                                | 3 – 2                                                                              | Kirghizistan                                                                       | Coppa d'Asia 2019 - Ottavi di finale                                               | 1                                                                                  |                                                                                    |
| 25-1-2019                                                                          | al-ʿAyn                                                                            | Emirati Arabi Uniti                                                                | 1 – 0                                                                              | Australia                                                                          | Coppa d'Asia 2019 - Quarti di finale                                               | 1                                                                                  |                                                                                    |
| 28-1-2019                                                                          | Abu Dhabi                                                                          | Qatar                                                                              | 4 – 0                                                                              | Emirati Arabi Uniti                                                                | Coppa d'Asia 2019 - Semifinale                                                     | -                                                                                  |                                                                                    |
| 22-3-2019                                                                          | Abu Dhabi                                                                          | Emirati Arabi Uniti                                                                | 2 – 1                                                                              | Arabia Saudita                                                                     | Amichevole                                                                         | 1                                                                                  |                                                                                    |
| 26-3-2019                                                                          | Abu Dhabi                                                                          | Emirati Arabi Uniti                                                                | 0 – 0                                                                              | Siria                                                                              | Amichevole                                                                         | -                                                                                  |                                                                                    |
| 31-8-2019                                                                          | Riffa                                                                              | Emirati Arabi Uniti                                                                | 5 – 1                                                                              | Sri Lanka                                                                          | Amichevole                                                                         | 3                                                                                  |                                                                                    |
| 10-9-2019                                                                          | Kuala Lumpur                                                                       | Malaysia                                                                           | 1 – 2                                                                              | Emirati Arabi Uniti                                                                | Qual. Mondiali 2022                                                                | 2                                                                                  | 35’                                                                                |
| 11-10-2019                                                                         | Dubai                                                                              | Emirati Arabi Uniti                                                                | 5 – 0                                                                              | Indonesia                                                                          | Qual. Mondiali 2022                                                                | 3                                                                                  |                                                                                    |
| 15-10-2019                                                                         | Bangkok                                                                            | Thailandia                                                                         | 2 – 1                                                                              | Emirati Arabi Uniti                                                                | Qual. Mondiali 2022                                                                | 1                                                                                  | 14’                                                                                |
| 26-11-2019                                                                         | Doha                                                                               | Emirati Arabi Uniti                                                                | 3 – 0                                                                              | Yemen                                                                              | Gulf Cup 2019 - 1º turno                                                           | 3                                                                                  |                                                                                    |
| 29-11-2019                                                                         | Doha                                                                               | Emirati Arabi Uniti                                                                | 0 – 2                                                                              | Iraq                                                                               | Gulf Cup 2019 - 1º turno                                                           | -                                                                                  | 36’                                                                                |
| 2-12-2019                                                                          | Doha                                                                               | Qatar                                                                              | 4 – 2                                                                              | Emirati Arabi Uniti                                                                | Gulf Cup 2019 - 1º turno                                                           | 2                                                                                  |                                                                                    |
| 12-11-2020                                                                         | Dubai                                                                              | Emirati Arabi Uniti                                                                | 3 – 2                                                                              | Tagikistan                                                                         | Amichevole                                                                         | 2                                                                                  |                                                                                    |
| 16-11-2020                                                                         | Abu Dhabi                                                                          | Emirati Arabi Uniti                                                                | 1 – 3                                                                              | Bahrein                                                                            | Amichevole                                                                         | -                                                                                  |                                                                                    |
| 13-1-2021                                                                          | Dubai                                                                              | Emirati Arabi Uniti                                                                | 0 – 0                                                                              | Iraq                                                                               | Amichevole                                                                         | -                                                                                  |                                                                                    |
| 29-3-2021                                                                          | Dubai                                                                              | Emirati Arabi Uniti                                                                | 6 – 0                                                                              | India                                                                              | Amichevole                                                                         | 3                                                                                  | 77’                                                                                |
| 24-5-2021                                                                          | Amman                                                                              | Giordania                                                                          | 1 – 5                                                                              | Emirati Arabi Uniti                                                                | Amichevole                                                                         | 3                                                                                  | 79’                                                                                |
| 4-6-2021                                                                           | Dubai                                                                              | Emirati Arabi Uniti                                                                | 4 – 0                                                                              | Malaysia                                                                           | Qual. Mondiali 2022                                                                | 2                                                                                  |                                                                                    |
| 7-6-2021                                                                           | Dubai                                                                              | Emirati Arabi Uniti                                                                | 3 – 1                                                                              | Thailandia                                                                         | Qual. Mondiali 2022                                                                | -                                                                                  |                                                                                    |
| 11-6-2021                                                                          | Bandung                                                                            | Indonesia                                                                          | 0 – 5                                                                              | Emirati Arabi Uniti                                                                | Qual. Mondiali 2022                                                                | 2                                                                                  | 82’                                                                                |
| 15-6-2021                                                                          | Dubai                                                                              | Emirati Arabi Uniti                                                                | 3 – 2                                                                              | Vietnam                                                                            | Qual. Mondiali 2022                                                                | 1                                                                                  |                                                                                    |
| 2-9-2021                                                                           | Dubai                                                                              | Emirati Arabi Uniti                                                                | 0 – 0                                                                              | Libano                                                                             | Qual. Mondiali 2022                                                                | -                                                                                  |                                                                                    |
| 7-9-2021                                                                           | Gedda                                                                              | Siria                                                                              | 1 – 1                                                                              | Emirati Arabi Uniti                                                                | Qual. Mondiali 2022                                                                | 1                                                                                  | 51’                                                                                |
| 7-10-2021                                                                          | Dubai                                                                              | Emirati Arabi Uniti                                                                | 0 – 1                                                                              | Iran                                                                               | Qual. Mondiali 2022                                                                | -                                                                                  |                                                                                    |
| 13-10-2021                                                                         | Dubai                                                                              | Emirati Arabi Uniti                                                                | 2 – 2                                                                              | Iraq                                                                               | Qual. Mondiali 2022                                                                | 1                                                                                  |                                                                                    |
| 10-11-2021                                                                         | Gwangju                                                                            | Corea del Sud                                                                      | 1 – 0                                                                              | Emirati Arabi Uniti                                                                | Qual. Mondiali 2022                                                                | -                                                                                  |                                                                                    |
| 16-11-2021                                                                         | Sidone                                                                             | Libano                                                                             | 0 – 1                                                                              | Emirati Arabi Uniti                                                                | Qual. Mondiali 2022                                                                | 1                                                                                  |                                                                                    |
| 30-11-2021                                                                         | Doha                                                                               | Emirati Arabi Uniti                                                                | 2 – 1                                                                              | Siria                                                                              | Coppa araba FIFA 2021 - 1º turno                                                   | -                                                                                  |                                                                                    |
| 3-12-2021                                                                          | Doha                                                                               | Mauritania                                                                         | 0 – 1                                                                              | Emirati Arabi Uniti                                                                | Coppa araba FIFA 2021 - 1º turno                                                   | -                                                                                  |                                                                                    |
| 6-12-2021                                                                          | Doha                                                                               | Tunisia                                                                            | 1 – 0                                                                              | Emirati Arabi Uniti                                                                | Coppa araba FIFA 2021 - 1º turno                                                   | -                                                                                  |                                                                                    |
| 30-12-2021                                                                         | Al Wakrah                                                                          | Qatar                                                                              | 5 – 0                                                                              | Emirati Arabi Uniti                                                                | Coppa araba FIFA 2021 - Quarti di finale                                           | -                                                                                  |                                                                                    |
| 24-3-2022                                                                          | Riyad                                                                              | Iraq                                                                               | 1 – 0                                                                              | Emirati Arabi Uniti                                                                | Qual. Mondiali 2022                                                                | -                                                                                  |                                                                                    |
| 29-5-2022                                                                          | Dubai                                                                              | Emirati Arabi Uniti                                                                | 1 – 1                                                                              | Gambia                                                                             | Amichevole                                                                         | 1                                                                                  |                                                                                    |
| 7-6-2022                                                                           | Al Rayyan                                                                          | Emirati Arabi Uniti                                                                | 1 – 2                                                                              | Australia                                                                          | Qual. Mondiali 2022                                                                | -                                                                                  | 34’ 75’                                                                            |
| 23-9-2022                                                                          | Wiener Neustadt                                                                    | Paraguay                                                                           | 1 – 0                                                                              | Emirati Arabi Uniti                                                                | Amichevole                                                                         | -                                                                                  |                                                                                    |
| 16-11-2022                                                                         | Abu Dhabi                                                                          | Emirati Arabi Uniti                                                                | 0 – 5                                                                              | Argentina                                                                          | Amichevole                                                                         | -                                                                                  | 46’                                                                                |
| 11-10-2023                                                                         | Abu Dhabi                                                                          | Emirati Arabi Uniti                                                                | 1 – 0                                                                              | Kuwait                                                                             | Amichevole                                                                         | -                                                                                  | 60’                                                                                |
| 17-10-2023                                                                         | Sharja                                                                             | Emirati Arabi Uniti                                                                | 2 – 1                                                                              | Libano                                                                             | Amichevole                                                                         | -                                                                                  | 62’                                                                                |
| 16-11-2023                                                                         | Dubai                                                                              | Emirati Arabi Uniti                                                                | 4 – 0                                                                              | Nepal                                                                              | Qual. Mondiali 2026                                                                | 2                                                                                  | cap. 76’                                                                           |
| 21-11-2023                                                                         | Riffa                                                                              | Bahrein                                                                            | 0 – 2                                                                              | Emirati Arabi Uniti                                                                | Qual. Mondiali 2026                                                                | 1                                                                                  | 78’                                                                                |
| 30-12-2023                                                                         | Dubai                                                                              | Emirati Arabi Uniti                                                                | 1 – 0                                                                              | Kirghizistan                                                                       | Amichevole                                                                         | 1                                                                                  | cap.                                                                               |
| 6-1-2024                                                                           | Abu Dhabi                                                                          | Emirati Arabi Uniti                                                                | 0 – 1                                                                              | Oman                                                                               | Amichevole                                                                         | -                                                                                  | cap.                                                                               |
| Totale                                                                             |                                                                                    | Presenze                                                                           | 115                                                                                |                                                                                    | Reti                                                                               | 85                                                                                 |                                                                                    |

## Palmarès

### Club
- Campionato emiratino: 3

Al-Jazira: 2010-2011, 2016-2017, 2020-2021
- Coppa del Presidente degli Emirati Arabi Uniti: 3

Al-Jazira: 2011-2011, 2011-2012, 2015-2016
- UAE Arabian Gulf Cup: 1

Al-Jazira: 2009-2010
- UAE Super Cup: 1

Al-Jazira: 2021
- Qatar-UAE Super Cup: 1

Al-Nasr:2024-2025

### Nazionale
- Coppa delle Nazioni del Golfo Under-23: 1

2010
- Coppa delle Nazioni del Golfo: 1

2013

### Individuale
- Capocannoniere della Coppa delle Nazioni del Golfo 2014 (5 gol)
- Capocannoniere della Coppa delle Nazioni del Golfo 2019 (5 gol)
- Capocannoniere della Coppa d'Asia 2015 (5 gol)
- Capocannoniere della UAE Arabian Gulf League 2016-2017 (33 gol)
- Capocannoniere della UAE Arabian Gulf League 2020-2021 (25 gol)
- Capocannoniere della Coppa dei Campioni del Golfo 2024-2025 (4 gol)
- Squadra ideale della Coppa d'Asia: 2

2015, 2019
- AGL Emirati Player of the Year: 4

2014-2015, 2016-2017, 2020-2021, 2022-2023